# Alphonse Maureau

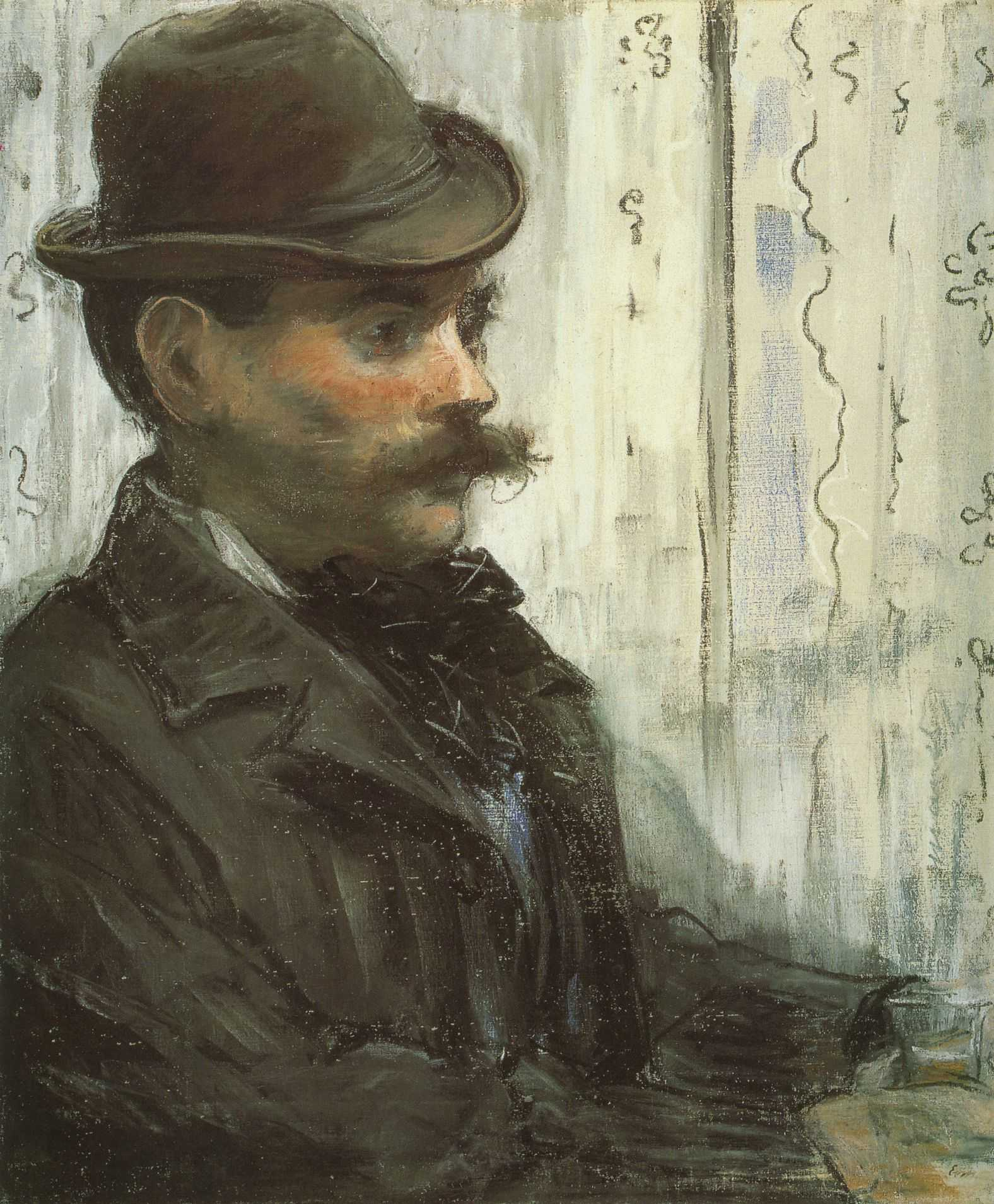
Portret van Alphonse Maureau door Édouard Manet (ca. 1880, Art Institute of Chicago)

Louis Alphonse Maureau (New Orleans,  ca. 1830 - 10e arrondissement (Parijs), 10 april 1880) was een Frans-Amerikaans impressionistisch kunstschilder. Maureau leefde in het midden van de 19e eeuw. Geboortedatum, sterfdatum en de plaats van overlijden zijn onbekend.
Alphonse Maureau nam, op uitnodiging van Edgar Degas, deel aan de derde Exposition Impressionniste van 1877. In 1878 nam hij met enkele werken deel aan exposities in Pau en Nancy. In 1880 werd hij zelf geschilderd door Édouard Manet.

## Tijdlijn
De balk voor Alphonse Maureau in de tijdlijn is onzeker. De geboorte- en sterfdatum van Maureau zijn onbekend. Édouard Manet is opgenomen omdat hij Maureau in elk geval ontmoet moet hebben.

## Werk van Alphonse Maureau

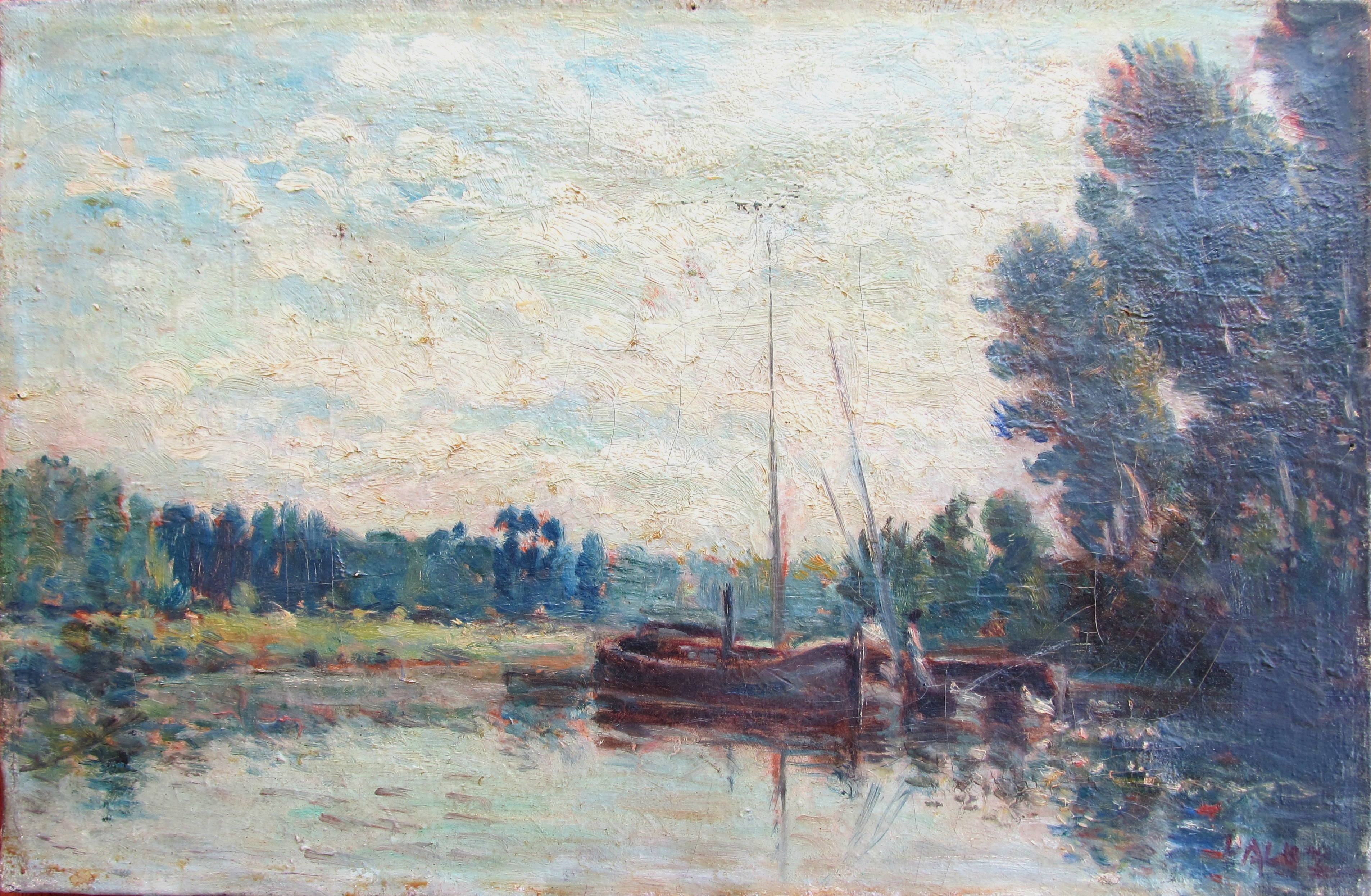
De Seine bij Neuilly - Alphonse Maureau (1871, privécollectie)
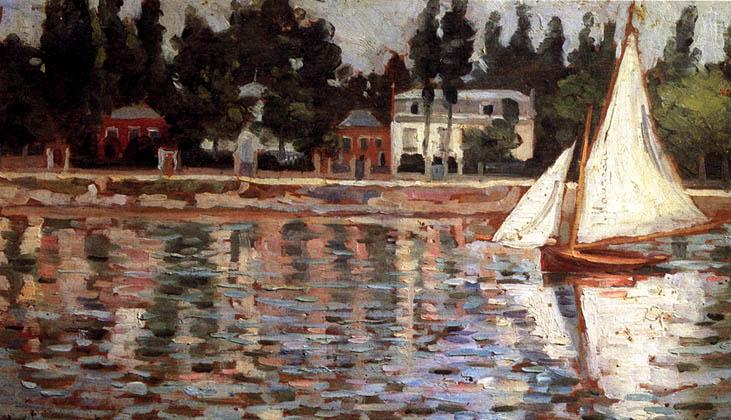
Oever van de Seine - Alphonse Maureau (ca. 1877, Galería de Arte Moderno, Florence)
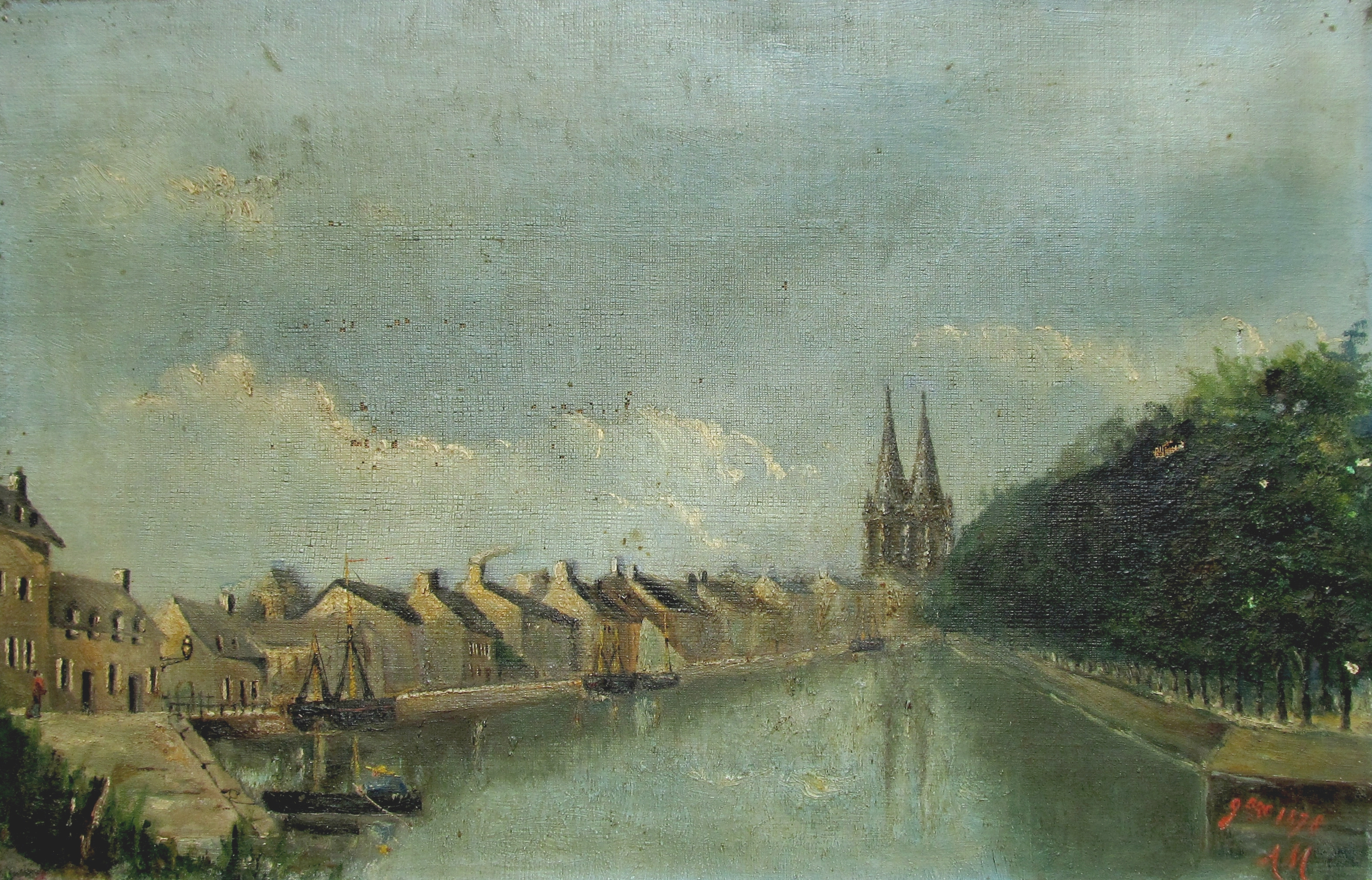
Gezicht op de haven van Quimper - Alphonse Maureau (1878, privécollectie)

- Union List of Artist Names: 500046264
- Virtual International Authority File: 95986328